# Янино-1
Я́нино-1 (фин. Saksan Jaanila — Немецкое Янино) — городской посёлок во Всеволожском районе Ленинградской области. Административный центр Заневского городского поселения.

## История
На «Карте окружности Санкт-Петербурга» 1810 года не упоминается.
Начиная с 1820 года немецкие колонисты стали покупать земли на правом берегу Невы и основывать дочерние колонии. Так на землях помещика, отставного полковника Александра Чоглокова появилась немецкая колония Янино, она была основана 1853 году, её основали выходцы из Среднерогатской, Гражданской, Новосаратовской и Стрельнинской колоний.
Согласно «Топографической карте частей Санкт-Петербургской и Выборгской губерний» в 1860 году Колония Янинское Болото насчитывала 18 крестьянских дворов.

ЯНИНО — колония немецкая при колодцах, 23 двора, жителей 46 м. п., 40 ж. п. (1862 год)

Согласно материалам по статистике народного хозяйства Шлиссельбургского уезда, по 7 десятин земли в колонии Янино принадлежали крестьянам Ярославской губернии: Кузьмину Д. А. и Кузьминой А. Я., земля была приобретена ими ранее 1868 года и сдавалась колонистам в аренду.
В 1869 году крестьянин деревни Токкари Иван Карлович Раудане купил у шлиссельбургского мещанина Якова Мочалова участок земли площадью 20 десятин при Янинской колонии.
В 1882 году крестьянин той же деревни Пётр Симонович Келка купил у штабс-капитана Сидорацкого 10 десятин земли в колонии Янино. Согласно подворной переписи 1882 года в колонии проживала 21 семья в 21 домохозяйстве, число жителей: 85 м п., 81 ж. п., из них лютеране: 74 м п., 74 ж. п.; основные посевные площади у колонистов занимал картофель, а также овёс, в меньшей степени рожь; в хозяйстве у них числилось 43 лошади и 17 коров.

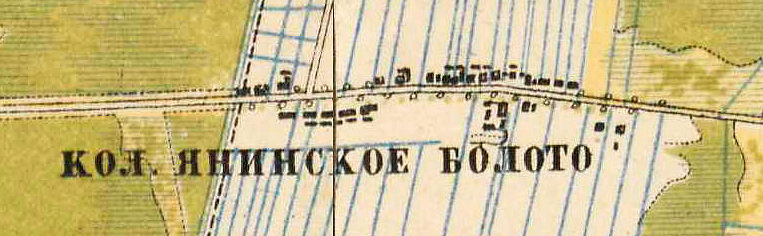
План колонии Янино. 1885 год

В 1886 году в колонии был открыт молитвенный дом, относящийся к Новосаратовскому немецкому лютеранскому приходу.
В 1893 году, согласно карте Шлиссельбургского уезда, Колония Янина (Никольская) насчитывала 28 крестьянских дворов.

ЯНИНО — посёлок, был заселён колонистами Новосаратовской и других волостей; находился на собственной земле, приобретённой от помещика Чоглокова, на земском шоссейном тракте, при урочище ключей; 30 дворов, 124 м. п., 97 ж. п., всего 221 чел.; смежен с усадьбой купца Ермакова; лавка, кузница.

ИМЕНИЕ Петербургского купца Петра Михайловича Ермакова, бывшее Шудибиль — молочная ферма «Козлы» (Янинская горка), при почтовом тракте из Петербурга в Шлиссельбург, при собственном пруде Ермакова 1 двор, 6 м. п., 1 ж. п., всего 7 чел. смежно с поселением Янинской колонии, ферма. (1896 год)

В конце XIX — начале XX века колония административно относилась к Колтушской волости 2-го стана Шлиссельбургского уезда Санкт-Петербургской губернии.
В 1901 году в колонии открылась Янинская лютеранская церковно-приходская школа.
В 1904 году в молитвенном доме было 160 прихожан, в 1917 году он был преобразован в кирху.

ЯНИНО — селение Новосаратовского сельского общества Новосаратовской волости, число домохозяев — 9, наличных душ — 53; Количество земли — 90 дес. собственная.

ЯНИНО — селение Среднерогатского сельского общества Среднерогатской волости, число домохозяев — 15, наличных душ: 63 м. п., 64 ж. п.; Количество земли — 150 дес. (1905 год)

В 1909 году в колонии Янино расположенной в селе Никольское было 28 дворов.
В 1920-х годах в колонии Янино был организован колхоз «Имени 1 мая».

ЯНИНО — колония Янинского сельсовета, 65 хозяйств, 307 душ.

Из них: русских — 4 хозяйства, 15 душ; немцев — 60 хозяйств, 290 душ; эстов — 1 хозяйство, 2 души; (1926 год)

По другим данным в 1926 году из 302 жителей Янина — 289 были российскими немцами. Согласно переписи населения 1926 года Янинский сельсовет состоял из одного населённого пункта — самой колонии Янино.
С 1930 по 1936 год колония входила в состав Ленинградского Пригородного района.

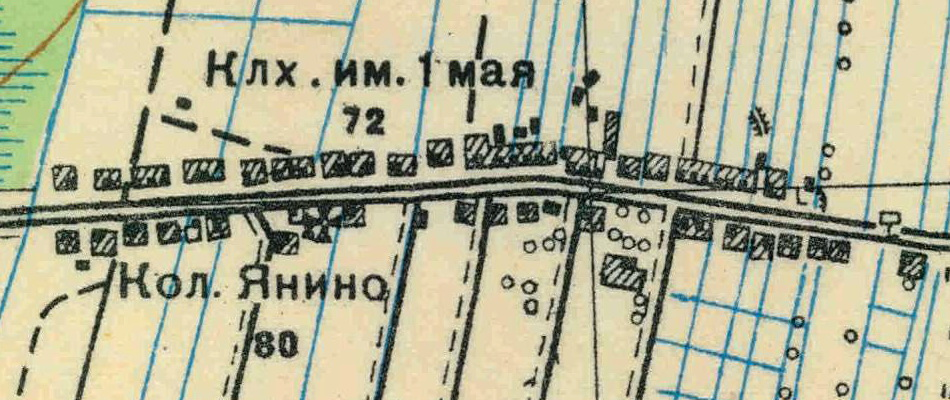
План колонии Янино. 1931 год

Согласно топографической карте 1931 года колония Янино располагалась на южной стороне дороги и насчитывала 80 дворов, в западной части колонии находилась кирха. К северу от дороги располагались дома колхоза «Имени 1 мая», всего в колхозе насчитывалось 72 двора.
По административным данным 1933 года выселки Янино относились к Колтушскому финскому национальному сельсовету.
По данным 1934 года, пробравшиеся в колхоз «Имени 1 мая» «кулаки Штро и Наги саботировали выполнение госзаготовок» по молоку, овощам, картофелю и мясу, «разбазаривали продукты на рынок по спекулятивным ценам» и «проводили уравниловку в распределении колхозных доходов», за что «были осуждены пролетарским судом на 10 лет лишения свободы» по закону «о трёх колосках» от 7 августа 1932 года. Депутатская группа колхоза, руководимая товарищем Даувальтер, «образцовой организацией труда выполнила план сева и план обязательных госпоставок и получила переходящее красное знамя Колтушской МТС. Депутатская группа выявила и изгнала пять кулаков пролезших в колхоз».
21 сентября 1935 года Янинская лютеранская кирха была закрыта, а её здание было передано местной школе, но на картах до 1939 года она ещё обозначалась, как действующая.
В 1938 году население колонии колхоз Янино составляло 389 человек, из них русских — 100 человек, немцев — 289 человек.

ЯНИНО — колония Колтушского сельсовета, 558 чел. (1939 год)

С 14 апреля 1939 года по 20 марта 1959 года колония входила в состав Красногорского сельсовета.

План колонии Янино. 1939 год

Согласно топографической карте 1939 года колония Янино и колхоз «Имени 1 мая» составляли единое целое, всего в колонии насчитывалось 63 двора. Застройка разрослась на север. К югу от колонии находилась метеорологическая станция. Кирха исчезла.
В 1940 году колония также насчитывала 63 двора.
В 1941 году из 214 жителей — 134 были российскими немцами.
По справке от 23 августа 1941 года в колхозе «Имени 1 мая» числилось: 39 семей немцев — 134 чел., 23 русских семьи — 80 человек, всего 62 семьи — 214 человек.
До 1942 года — место компактного проживания российских немцев.
В 1942 году, после депортации немецкого населения Янина, на земли упразднённого колхоза переехал совхоз «Выборгский». В колонии Янино с сентября 1942-го по январь 1943-го дислоцировалась 268-я Мгинская Краснознамённая стрелковая дивизия и располагался её штаб. Дивизия активно участвовала в освобождении Ленинграда от фашистской блокады. В Янино дивизия находилась, пока была отведена в резерв Ленинградского фронта. 
В 1943 году в колонии работали: торфопредприятие «Янино» и колхоз «Янино».
В 1944 году открылись детский сад при Янинском торфопредприятии и начальная школа.
Расположенный в Янине военный аэродром сыграл большую роль в обороне Ленинграда.
В 1947—1948 годах в Янине был построен свиноводческий комплекс. В послевоенное время от Янина до Колтуш простирались торфоразработки, позднее на месте рекультивированных торфяных карьеров расположились совхозные овощные плантации открытого грунта.
В 1959 году колония Янино перешла в состав Колтушского сельсовета.
В советское время некоторую путаницу в наименованиях вносило то, что на картах рядом были деревня Янино и колония Янино, которая иногда обозначалась ещё и как Никольское.
В 1965 году население колонии составляло 150 человек.
По административным данным 1966 года деревня называлась Колония-Янино и находилась в составе Заневского сельсовета.
Позднее решением Всеволожского райисполкома более старая деревня Янино была переименована во Второе Янино, за бо́льшим же по численности населения Янином закрепилось название — деревня Янино-1.
По данным 1973 и 1990 годов деревня Янино-1 также входила в состав Заневского сельсовета.
В 1997 году в деревне Янино-1 Заневской волости проживали 4965 человек, в 2002 году — 4285 человек (русские — 90 %).
В 2007 году в деревне Янино-1 Заневского СП проживали 4219 человек.
С 2016 года Янино-1 — посёлок городского типа, административный центр Заневского городского поселения.

## География
Посёлок расположен в юго-западной части района на 3-м километре автодороги 41К-079 (Санкт-Петербург — Колтуши) — Колтушское шоссе.
Расстояние до бывшего административного центра поселения, деревни Заневка — 6 км.
Расстояние до ближайшей железнодорожной станции Заневский Пост — 10 км.

## Демография
| 1862    | 2002    | 2007    | 2010  | 2017  | 2018  | 2019  | 2020    | 2021    |
| ------- | ------- | ------- | ----- | ----- | ----- | ----- | ------- | ------- |
| 86      | ↗4285   | ↘4219   | ↗4452 | ↗5999 | ↗6644 | ↗8914 | ↗11 541 | ↗16 886 |
| 2023    | 2024    | 2025    |       |       |       |       |         |         |
| ↗19 714 | ↗21 273 | ↗24 115 |       |       |       |       |         |         |

Национальный состав
По данным Всероссийской переписи населения 2021 года в посёлке проживали 16 886 человек, из них:
 русские — 11 110, татары — 134, армяне — 94, украинцы — 84, белорусы — 67, таджики — 64, лезгины — 51, узбеки — 44, азербайджанцы — 42, казахи — 27, башкиры — 22, корейцы — 22, молдаване — 19, грузины — 14, евреи — 14, буряты — 13, калмыки — 13, карелы — 13, чеченцы — 13, марийцы — 11, киргизы — 9, немцы — 7, табасараны — 7, удмурты — 7, финны — 7, рутульцы — 6, даргинцы — 5, крымские татары — 5, мордва — 5, осетины — 5, поморы — 5, туркмены — 5, аварцы — 4, коми — 4, болгары — 3, ханты — 3, вепсы — 2, греки — 2, итальянцы — 2, латыши — 2, ненцы — 2, поляки — 2, турки — 2, якуты — 2, агулы — 1, арабы — 1, балкарцы — 1, гагаузы — 1, езиды — 1, индийцы — 1, кабардинцы — 1, китайцы — 1, лакцы — 1, литовцы —1, нагайбаки — 1, селькупы — 1, черногорцы — 1, эстонцы — 1, остальные национальность не указали.

## Инфраструктура
Посёлок имеет два равноупотребляемых названия — Янино-1 и Первое Янино, хотя первым по времени образования является нынешнее Янино-2.
Посёлок Янино-1 — был крупнейшим населённым пунктом Заневского городского поселения до строительства города Кудрово; на 2010 год в нём проживали 4452 человека или 66 % от тогдашнего населения Заневского городского поселения, которое составляло 6717 человек.
К югу от Янина-1 проходит автодорога в посёлок Пятый Километр.

## Религия
Православная церковь во имя священномученика Вениамина, митрополита Петроградского и Гдовского. При храме располагаются часовня и колокольня. Действует воскресная школа для детей и взрослых.

## Экономика
Сейчас Янино-1 развивается как промышленная зона. В мае 2011 года в Янине-1 открылся первый в стране сухой порт — многофункциональный логистический парк, объединяющий контейнерный и железнодорожный терминалы, складские и таможенные комплексы.
Также в Янине-1 расположен бетонный узел.

## Фото

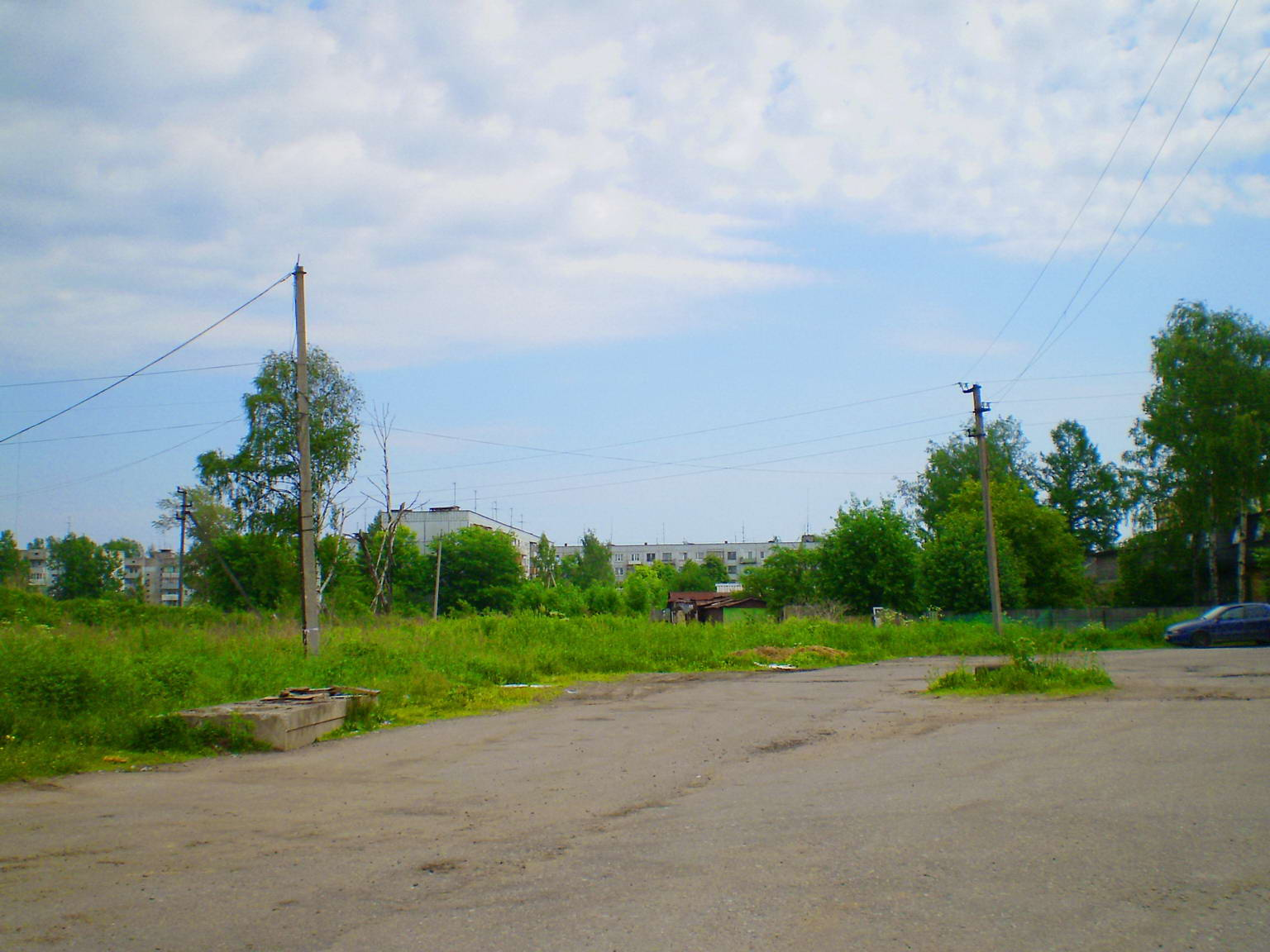
Посёлок Янино-1
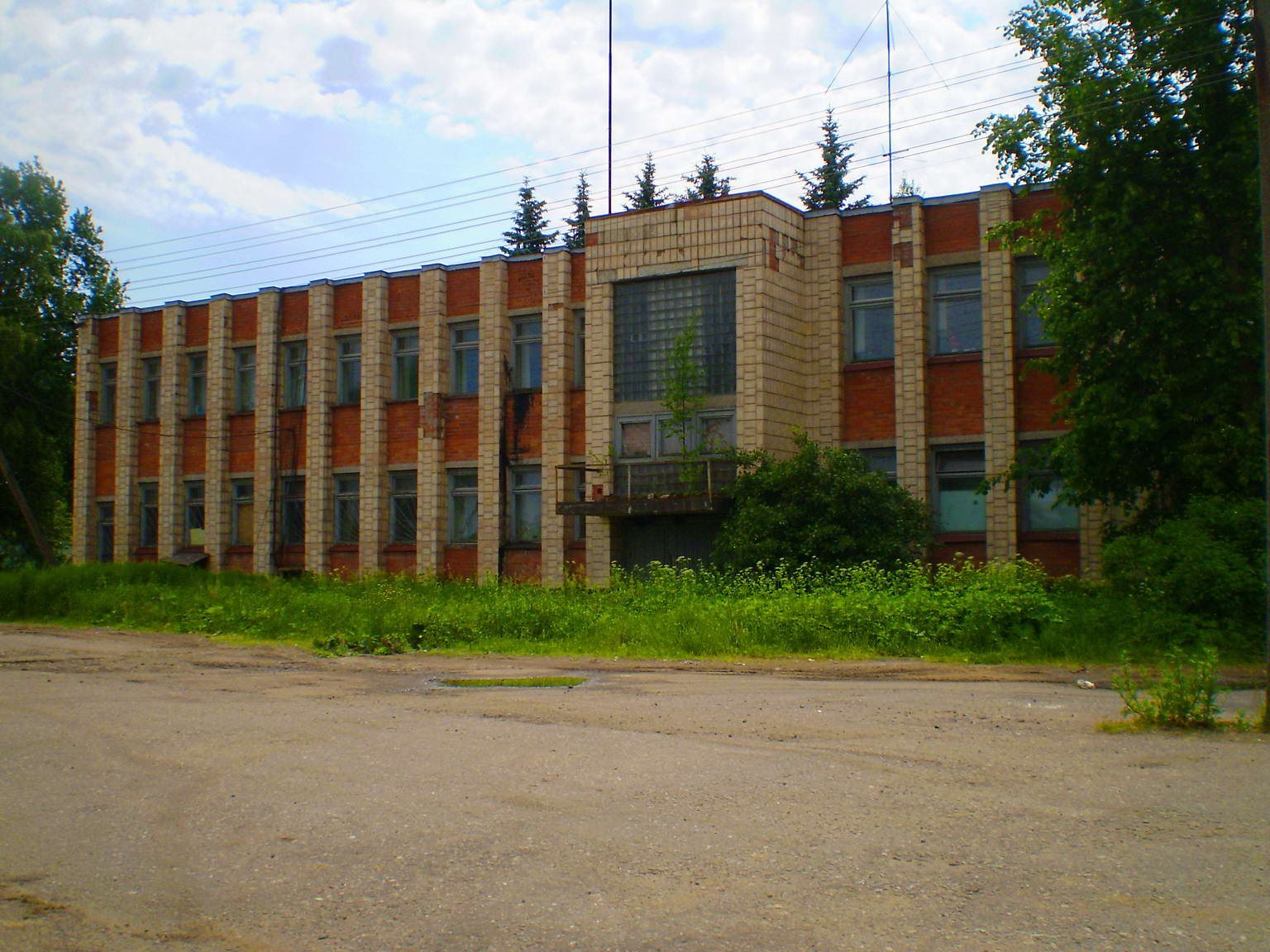
Посёлок Янино-1. Правление совхоза
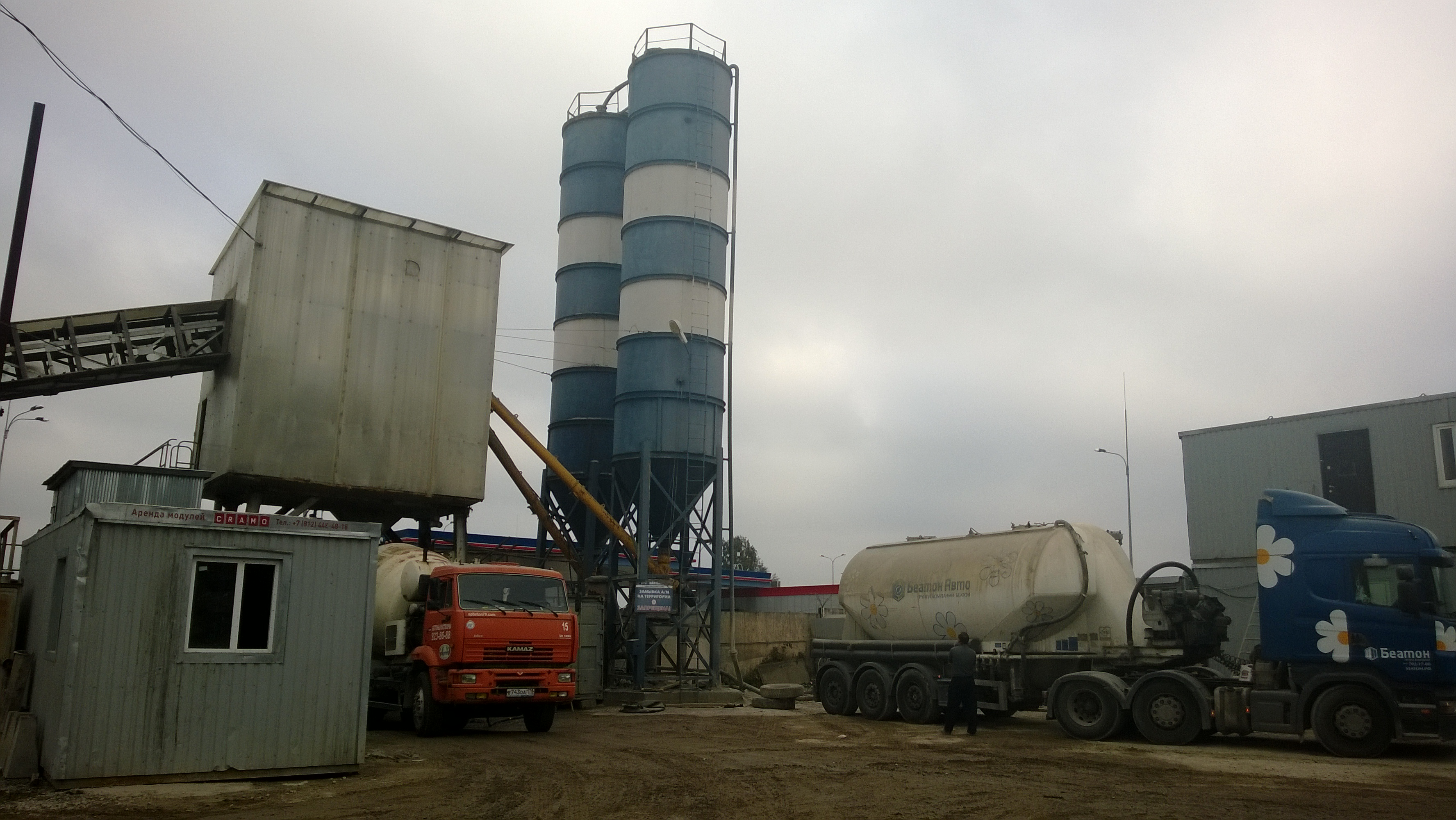
Бетонный завод в посёлке Янино-1

## Улицы
1-я линия, 2 микрорайон, 2-я линия, 3-я линия, 4-я линия, 5-я линия, 6-я линия,7-я линия, Автомобильный проезд, Белорусская, Брусничная, Ветряных мельниц, Вишнёвая, Военный городок, Восточный проезд, Голландская, Заводская, Заневская, Земляничная, Кольцевая, Лесная, Луговая, Мельничный переулок, Молодёжный проезд, Новая, Оранжевая, проезд Подсолнухов, Промышленный проезд, проезд Рембрандта, Сиреневый бульвар, бульвар Славы, Сырный проезд, Тенистая, Тюльпанов, Цветочная, Шоссейная, Янинский проезд, Ясная.

## Садоводства
Колос